# أندرو جي. غريسبي
أندرو جي. غريسبي هو سياسي أمريكي، ولد في 2 نوفمبر 1819، وتوفي في 23 ديسمبر 1895.